# Legio XIIII (Cesare)
La Legio XIIII nelle iscrizioni (oppure legio XIV) è una delle legioni create da Gaio Giulio Cesare durante la conquista della Gallia (nel 57 a.C.).

## Storia
La legione XIV dopo essere stata arruolata da Cesare nel 57 a.C., insieme alla Gemella XIII, nei dintorni di Mediolanum (Gallia Cisalpina), partecipò con lo stesso alla conquista della Gallia (dal 57 al 50 a.C.) ed in seguito alla guerra civile fino al 46 a.C. quando fu congedata. Fu a fianco di Cesare nello scontro decisivo del 48 a.C., a Farsalo. La troviamo anche in Africa contro gli Optimates a Tapso (46 a.C.).
Venne nuovamente arruolata da Ottaviano nel 41 a.C. e partecipò a fianco dello stesso alla battaglia di Azio. Dopo Azio venne inviata in Gallia sotto il proconsole Marco Valerio Messalla Corvino (nel 28 a.C.), e confluì nella legio XIV Gemina.